# Fernand Lorphèvre
Fernand Lorphèvre (ur. 1900, zm. ?) – belgijski piłkarz grający na pozycji obrońcy.

## Kariera klubowa
W swojej karierze piłkarskiej Lorphèvre grał w klubie Royal White Star Bruxelles.

## Kariera reprezentacyjna
W 1924 roku Lorphèvre był w kadrze Belgii na Igrzyska Olimpijskie w Paryżu.